# Piana (Francia)
Piana (in corso Piana) è un comune francese di 462 abitanti situato nel dipartimento della Corsica del Sud nella regione della Corsica. Nel suo territorio comunale ricadono i famosi Calanchi di Piana.

## Società

### Evoluzione demografica

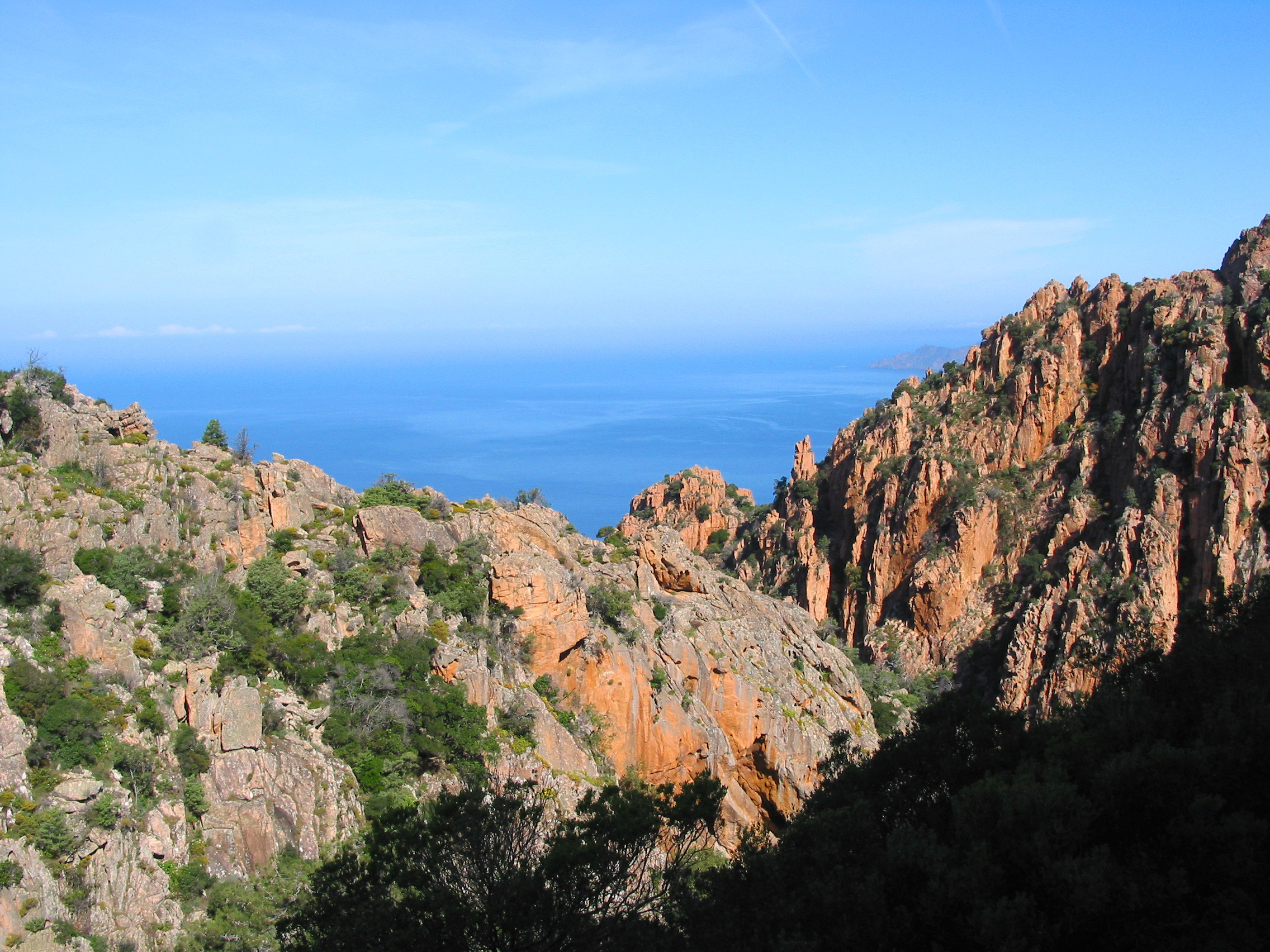
Calanchi di Piana

Abitanti censiti